# Dan Counce
Daniel Counce (Saint Louis, 22 ottobre 1951) è un ex calciatore statunitense, di ruolo attaccante.

## Carriera

### Club
Si forma calcisticamente nella Saint Louis University, facendosi notare come uno dei migliori giocatori universitari del periodo vincendo un'edizione dell'Hermann Trophy. Nel 1974 viene ingaggiato dalla franchigia della North American Soccer League dei Boston Minutemen. Nella stagione 1974 vinse con i bostoniani la Northern Division. Con i Minutemen la corsa al titolo nordamericano fu interrotta alle semifinali, perse contro i futuri campioni dei L.A. Aztecs.
La stagione seguente passa al S.J. Earthquakes, che lascerà a campionato in corso ingaggiato dai S.A. Thunder, con cui non supera la fase a gironi della regular season. Anche nella stagione 1976 con i texani non supera la prima fase del torneo.
Nella North American Soccer League 1977 segue i Thunder nel loro trasferimento alle Hawaii, ove diedero origine alla franchigia del Team Hawaii, con cui nuovamente non riuscì ad accedere ai play-off.
Nella stagione 1978 è in forza ai California Surf, con cui raggiunge gli ottavi di finale del torneo nordamericano.
Nel campionato seguente si trasferisce in Canada per giocare nei Toronto Blizzard, con cui raggiunge nuovamente gli ottavi.
Negli anni seguenti milita nel campionato indoor della MISL, vincendo con i Baltimore Blast, di cui fu anche assistente allenatore, il campionato 1983-1984.
Lasciato il calcio giocato diviene dirigente in varie franchigie statunitensi.

### Nazionale
Dal 1973 al 1976 gioca nella nazionale di calcio degli Stati Uniti d'America cinque incontri amichevoli, una partita nelle qualificazioni per i Mondiali e una partita non ufficiale contro l'Italia.

## Statistiche

### Cronologia presenze e reti in Nazionale
| Cronologia completa delle presenze e delle reti in nazionale ― Stati Uniti | Cronologia completa delle presenze e delle reti in nazionale ― Stati Uniti | Cronologia completa delle presenze e delle reti in nazionale ― Stati Uniti | Cronologia completa delle presenze e delle reti in nazionale ― Stati Uniti | Cronologia completa delle presenze e delle reti in nazionale ― Stati Uniti | Cronologia completa delle presenze e delle reti in nazionale ― Stati Uniti | Cronologia completa delle presenze e delle reti in nazionale ― Stati Uniti | Cronologia completa delle presenze e delle reti in nazionale ― Stati Uniti |
| Data                                                                       | Città                                                                      | In casa                                                                    | Risultato                                                                  | Ospiti                                                                     | Competizione                                                               | Reti                                                                       | Note                                                                       |
| -------------------------------------------------------------------------- | -------------------------------------------------------------------------- | -------------------------------------------------------------------------- | -------------------------------------------------------------------------- | -------------------------------------------------------------------------- | -------------------------------------------------------------------------- | -------------------------------------------------------------------------- | -------------------------------------------------------------------------- |
| 10-08-1973                                                                 | San Francisco                                                              | Stati Uniti                                                                | 0 – 4                                                                      | Polonia                                                                    | Amichevole                                                                 | -                                                                          | 55’                                                                        |
| 08-09-1974                                                                 | Dallas                                                                     | Stati Uniti                                                                | 0 – 1                                                                      | Messico                                                                    | Amichevole                                                                 | -                                                                          | Uscita                                                                     |
| 26-3-1975                                                                  | Poznań                                                                     | Polonia                                                                    | 7 – 0                                                                      | Stati Uniti                                                                | Amichevole                                                                 | -                                                                          |                                                                            |
| 12-11-1976                                                                 | Port-au-Prince                                                             | Haiti                                                                      | 0 – 0                                                                      | Stati Uniti                                                                | Amichevole                                                                 | -                                                                          |                                                                            |
| 14-11-1976                                                                 | Port-au-Prince                                                             | Haiti                                                                      | 0 – 0                                                                      | Stati Uniti                                                                | Amichevole                                                                 | -                                                                          |                                                                            |
| 22-12-1976                                                                 | Port-au-Prince                                                             | Canada                                                                     | 3 – 0                                                                      | Stati Uniti                                                                | Qual. Mondiali 1978                                                        | -                                                                          | 46’                                                                        |
| Totale                                                                     |                                                                            | Presenze                                                                   | 6                                                                          |                                                                            | Reti                                                                       | 0                                                                          |                                                                            |

## Palmarès

### Calcio indoor
- Major Indoor Soccer League (1978): 1

Baltimore Blast: 1983-1984